# Lương Khải Siêu
Lương Khải Siêu (1873 - 1929), tự là Trác Như, hiệu là Nhiệm Công, bút hiệu là Ẩm Băng Tử, Ẩm Băng Thất chủ nhân. Ông là nhà tư tưởng và là nhà hoạt động chính trị Trung Quốc thời cận đại.

## Thân thế và sự nghiệp
Lương Khải Siêu sinh ngày 23 tháng 2 năm 1873 tại làng Tân Hội, nằm trên một hòn đảo thuộc Giang Môn, tỉnh Quảng Đông, Trung Quốc trong một gia đình nông dân bậc trung. Cha ông tên là Lương Bảo Anh, mẹ ông là người họ Triệu. Thuở nhỏ, ông theo học tại Học hải đường Quảng Châu.

## Theo phái tân học
Năm 1890, ông đỗ cử nhân. Mùa thu năm 1891, ông đến gặp Khang Hữu Vi (1858-1927) lúc bấy giờ đang dạy học tại Vạn Mộc thảo đường Quảng Đông. Nghe ông này bài xích cựu học, Lương Khải Siêu tin theo, tôn Khang Hữu Vi làm thầy, rồi trở thành người lính xung kích của phái tân học.
Năm 1892, Khang Hữu Vi mở lớp dạy học ở Quảng Đông và làm thư ký cho thầy trong việc biên soạn sách. Năm 1894, Khang Hữu Vi lên Bắc Kinh, làm quen với các danh sĩ như Hạ Tăng Hựu, Đàm Tự Đồng,...

### Cùng thầy đề xướng biến pháp
Tháng 7 năm 1894, quân Nhật Bản không tuyên chiến đã tấn công và đánh chìm quân hạm của Trung Quốc gần ASan (tức Nha Sơn thuộc Triều Tiên). Sau đó, quân đội nhà Thanh còn đại bại trước quân đội Nhật thêm mấy trận nữa...
Bị một nước nhỏ là Nhật đánh thua, nhiều kẻ sĩ Trung Quốc bỗng thức tỉnh. Họ nhận ra rằng cần mà phải thay đổi chế độ và duy tân mọi mặt mới chấn hưng được nước nhà. Trong số ấy, có Khang Hữu Vi và Lương Khải Siêu là người hăng hái nhất. 
Bởi ngay sau đó, nhân đến Bắc Kinh dự thi Hội, Khang Hữu Vi liền tranh thủ vận động được 1.300 sĩ tử cùng ký tên vào Bức thư vạn chữ (Vạn ngôn thư) của mình, đề nghị Hoàng đế không phê chuẩn điều ước Mã Quan với Nhật và cần làm gấp cuộc biến pháp duy tân (nói vắn là biến pháp). Trong khi đó, Lương Khải Siêu cũng đã thảo thư với nội dung tương tự, kèm theo chữ ký của 190 cử nhân tỉnh Quảng Đông.
Sau đó, hai thầy trò cùng vào dâng thư, nhưng thư không đến được tay Hoàng đế, vì bị Viện đô sát ở Thanh đình từ chối. Tuy nhiên, việc làm này của hai ông đã gây chấn động lớn ở kinh thành. Bởi từ thế kỷ 12, đời Nam Tống đến bấy giờ (cuối thế kỷ 19), mới lại thấy một phong trào học sinh dâng thỉnh nguyện lên Hoàng đế .
Tháng 6 năm 1896, Khang Hữu Vi (lúc này đã đỗ Tiến sĩ, đang làm ở bộ Công) và Lương Khải Siêu lại dâng thư đề nghị biến pháp. Lần này nhờ có thầy dạy Hoàng đế là Trạng nguyên Ông Đồng Hòa , giúp đỡ nên thư mới đến tay Hoàng đế .
Sau đó, Khang Hữu Vi và Lương Khải Siêu được Hoàng Đế Quang Tự cho mời vào cung. Khi nghe hai ông trình bày chủ trương biến pháp xong, Hoàng đế tỏ ý rất đồng tình.
Để chuẩn bị cho công cuộc biến pháp, tháng 7 năm 1896 tại Bắc Kinh, Khang Hữu Vi cho ra báo Trung ngoại ký văn (Văn chương chép việc trong ngoài) và lập Cường học hội vào tháng sau, rồi giao cho Lương Khải Siêu làm Chủ bút và làm lãnh đạo hội.
Kể từ lúc ấy, Lương Khải Siêu viết báo, dịch sách ở Đại học đường, và cùng các thành viên trong hội đi diễn thuyết nhiều nơi, lập ra Cường học hội ở các tỉnh lớn như Thượng Hải, Nam Kinh, Hồ Nam, v.v...Ngoài ra, ông còn cùng bạn bè là Đàm Tự Đồng, Hoàng Tuân Hiến, Đường Tài Thường, Uông Khang Niên ra tờ Thời vụ báo (Báo thời sự) ở Thượng Hải và tờ Tương học báo tại Hồ Nam...
Trên tờ Thời vụ báo, ông lần lượt cho đăng bài Luận báo quán hữu ích vu quốc sự (Bàn về báo quán có ích lợi cho quốc sự) và Biến pháp thông nghĩa (Nghĩa chung của biến pháp), gây được tiếng vang trong và ngoài nước. 
Trong thời gian này, ông còn soạn bảng Tây học thư mục biểu, liệt kê ra 300 loại sách đã phiên dịch từ tiếng Âu Mỹ ra tiếng Trung Quốc trong hơn 20 năm, để mọi người biết mà tìm đọc.
Phái thủ cựu lo sợ trước ảnh hưởng của tư tưởng duy tân do hội này đề ra, nên ra lệnh cấm vào tháng 1 năm 1897. Thế nhưng, các hội vẫn hoạt động được bằng những tên gọi khác .
Ngày 11 tháng 6 năm 1898 (Mậu Tuất), công cuộc biến pháp bắt đầu bằng hàng loạt các sắc lệnh của Hoàng đế, như mở trường học, làm đường sắt, cải cách chế độ thi cử, giảm biên chế các tổ chức hành chính, luyện tập quân đội theo lối mới, v.v...Trong khoảng chưa đầy ba tháng, hơn một trăm đạo chiếu được ban ra, làm cho cả trong triều lẫn ngoài tỉnh xôn xao. Đúng là "toàn biến" và "tốc biến" như khẩu hiệu đã đề ra.
Lúc này Khang Hữu Vi và Lương Khải Siêu đều được Hoàng đế phong chức Kinh khanh để có điều kiện lo cho công việc.
Cuộc biến pháp đang tiến hành, thì vấp phải sự chống đối mạnh mẽ của phái thủ cựu (sử gọi là Hậu đảng), mà người đứng đầu là Thái hậu Từ Hi.
Đàm Tự Đồng, một thành viên của phái duy tân, thấy Thái hậu Từ Hi cản trở công cuộc đổi mới, bèn khuyên Hoàng đế Quang Tự đoạt lấy chính quyền. Hoàng đế nghe lời bèn triệu Viên Thế Khải lúc đó đang thống lĩnh 7.000 quân về Bắc Kinh bàn việc, có ý dùng quân của Viên để bao vây Di Hòa Viên.
Chẳng may việc đó bị tiết lộ (chính Viên phản Hoàng đế Quang Tự, vì thấy Từ Hi và phe cánh của bà hãy còn mạnh). Thái hậu Từ Hi vội vàng trở về Bắc Kinh, họp Hoàng đế Quang Tự và các đại thần lại. Quát mắng tất cả một hồi, bà tuyên bố rằng Hoàng đế đau, bà phải thính chính trở lại, và sai quân đem giam Hoàng đế Quang Tự ở Doanh Đài, trong hồ Tây Uyển.
Sau đó, bà ban lệnh cấm sĩ dân dâng thư, phế bỏ cục Quan báo, đình chỉ việc lập học hiệu, dùng lại lối văn tám vế để chọn kẻ sĩ, bỏ khoa thi đặc biệt về kinh tế, bỏ các tổng cục nông công thương, cấm hội họp, cấm báo quán và cho truy nã các Chủ bút...Tóm lại là chỉ trong một hai tuần, bà đã làm cuộc "toàn hủy" và "tốc hủy" các cải cách của Hoàng đế Quang Tự. Sử gọi vụ đấy là Chính biến Mậu Tuất (1898), là Bách nhật duy tân (Cuộc cải cách trăm ngày).

### Chạy thoát sang Nhật Bản
Cuộc biến pháp bị hủy bỏ, những người đề xướng đều bị quan quân đi lùng bắt. Nhờ hay trước, Khang Hữu Vi trốn vào sứ quán Anh ở Thượng Hải, rồi sang Nhật. Lương Khải Siêu, sau khi việc xảy ra mới trốn qua đấy. Đàm Tự Đồng không chịu trốn nên bị giết cùng với năm người nữa, được người đời gọi tôn là "Lục quân tử" (trong đó có em của Khang Hữu Vi là Khang Quảng Nhân).
Ở Nhật, Khang Hữu Vi lập đảng Bảo hoàng mong lật đổ Thái hậu Từ Hi, phò trợ Hoàng đế Quang Tự lên nắm lại vương quyền. Lương Khải Siêu xuất bản báo Thanh Nghị để ủng hộ Hoàng đế Quang Tự và công kích Từ Hi. Tức giận, Từ Hi yêu cầu Anh, Nhật giao cả hai cho bà, nhưng không thành công vì họ coi hai ông là phạm nhân chính trị.
Nhưng không lâu sau, vì thấy cuộc cách mạng Pháp (1789-1799) và sự tranh giành chính quyền ở các nước thuộc Trung Mỹ, Nam Mỹ gây nhiều chết chóc và hỗn loạn quá; Khang Hữu Vi bèn đòi Thanh đình phải cải cách quốc gia theo quân chủ lập hiến. Lương Khải Siêu theo thầy, cho ra tờ Tân Dân tùng báo để cổ súy cho chính thể này.
Từ đó cho tới năm 1901, Lương Khải Siêu lúc thì ở Nhật, lúc thì ở Hạ Uy Di (Hawaii), Nam Dương, châu Úc,...viết báo để cảnh tỉnh dân tộc mình.
Việc làm này của hai ông có ít nhiều tác dụng, bởi sau liên quân tám nước kéo vào Bắc Kinh, dẫn đến hòa ước Tân Sửu (1901), thì Thái hậu Từ Hi buộc phải cho khôi phục lại những sắc lịnh mà cuộc biến pháp đã đề ra để mua chuộc lại lòng dân lúc bấy giờ đang oán hận.
Tuy nhiên, việc ban bố Hiến pháp thì mãi đến năm 1908, Thanh đình mới thực hiện, nhưng liền bị cho là lập hiến hình thức, bởi quyền vua vẫn còn rất lớn, mà quyền dân thì rất ít.
Nói gọn, trong 13 năm sống lưu vong, Lương Khải Siêu lập đảng Tiến bộ, làm báo (làm Chủ bút cho các báo Thanh Nghị báo, Tân Dân tùng báo, Tân tiểu thuyết) và viết sách cổ vũ cho công cuộc cải cách chính trị ở Trung Quốc. 
Trong khoảng thời gian ở Nhật, Phan Bội Châu (nhà cách mạng Việt Nam) có đến gặp ông (1905). Nghe lời khuyên của ông, Phan Bội Châu biên soạn quyển Việt Nam vong quốc sử (Lịch sử mất nước của Việt Nam) nhằm lên án chế độ thực dân, tuyên truyền cách mạng... và phát động phong trào Đông Du, tức đưa thanh niên sang Nhật học tập để sau này trở về cứu nước.

### Trở về Trung Quốc
Năm 1911, cách mạng Tân Hợi thành công tại Trung Quốc. Năm sau, Lương Khải Siêu trở về nước được nhiều giới hoan nghênh. Ngay trong năm đó, ông ra tờ Dung Ngôn báo (Tờ báo nói lời tầm thường). Lúc này, Khang Hữu Vi cũng đã về nước, lại đề xướng chủ trương bảo hoàng (định khôi phục ngôi vua cho phế đế Phổ Nghi. Sử gọi đây là cuộc vận động phục tịch) có lẽ vì ông thấy những vụ tranh giành, rối loạn trong những năm đầu Dân quốc mà thất vọng về chế độ dân chủ .
Phần Lương Khải Siêu, bởi tin tưởng Lâm thời đại Tổng thống Viên Thế Khải, và muốn qua ông này để thực hiện những tư tưởng chính trị của mình, nên ông đã nhận lời làm Tổng trưởng Tư pháp, chủ trì việc biên soạn hiến pháp (1913).
Năm sau, ông làm Tổng tài Tệ chế cục. Thấy Viên Thế Khải âm mưu xây dựng lại nền đế chế, ông phản đối quyết liệt mà không được. Buồn chán, ông xin từ chức, rồi đem đảng của mình (Tiến bộ đảng) hiệp với Đảng Cách mạng Trung Hoa (lập năm 1914) của Tôn Dật Tiên để chống lại Viên.
Tháng 6 năm 1916, Viên Thế Khải mất. Lê Nguyên Hồng lên làm Đại tổng thống. Năm 1917, Lương Khải Siêu được mời làm Bộ trưởng bộ Tài chính trong nội các của Đoàn Kỳ Thụy.

### Rời bỏ chính trường rồi mất
Thấy cũng không thực hiện được gì, năm sau ông quyết định rời bỏ chính trường, qua châu Âu xem xét tình hình thế giới. Năm 1919, ông về nước chuyên tâm dạy học ở Viện nghiên cứu Thanh Hoa và viết sách.
Ngày 31 tháng 3 năm 1927, Khang Hữu Vi mất. Hai năm sau, ngày 19 tháng 1 năm 1929, Lương Khải Siêu cũng qua đời tại Bắc Kinh ở tuổi 56.

## Tác phẩm
Theo thống kê chưa đầy đủ, tác phẩm của Lương Khải Siêu có: 

### Triết học, tôn giáo
- Mặc kinh hiệu thích (Giải thích và hiệu đính kinh điển Mặc Tử)
- Mặc tử học án
- Đại thừa khởi tín luận khảo chứng (Khảo chứng Đại thừa khởi tín luận)
- Phật giáo chi sơ thâu nhập

### Sử học
- Tân sử học
- Trung Quốc sử tự luận
- Trung Quốc chuyên chế chính trị tiến hóa sử luận
- Tiên Tần chính trị tư tưởng sử (Lịch sử tư tưởng chính trị thời Tiên Tần)
- Trung Quốc lịch sử nghiên cứu pháp (Phương pháp nghiên cứu lịch sử Trung Quốc)
- Thanh đại học thuật khái luận (Khái luận học thuật đời Thanh)
- Trung Quốc cận tam bách niên học thuật sử (Lịch sử học thuật ba trăm năm gần đây của Trung Quốc)
- Trung Quốc học thuật tư tưởng biến thiên sử (Sử chép việc biến thiên về học thuật tư tưởng của Trung Quốc)
- Cận đại học phong chi địa lý đích phân bố
- Trung Quốc lịch sử nghiên cứu pháp
- Trung Quốc lịch sử thượng dân tộc chi nghiên cứu
- Trung Quốc thực dân bát đại vĩ nhân truyện
- Quản tử truyện (Truyện Quảng Trọng)
- Vương Kinh công truyện (Truyện Vương An Thạch)

Ngoài ra, ông còn chép những danh nhân đương thời như Khang Hữu Vi, Lý Hồng Chương; và chép cả sử nước ngoài như Ý Đại Lợi kiến quốc tam kiệt truyện (意大利建國三傑傳)., Nhã Điển tiểu sử, Triều Tiên vong quốc sử, v.v...

### Tiểu thuyết
- Tân Trung Quốc vị lai ký
- Thế giới mạt nhật ký (dịch)

### Tuồng
- Kiếp khôi mộng truyền kỳ
- Tân La Mã truyền kỳ

### Thơ văn
- Thuẫn ty tập (Tập văn hiệu triệu)
- Ẩm Băng Thất tùng trứ (gồm các bài nghiên cứu và bình luận về nhiều vấn đề thuộc lĩnh vực triết học, văn học và chính trị)
- Ẩm Băng Thất văn tập (Tập văn của Ẩm Băng Thất)
- Ẩm Băng Thất thi thoại (Thi thoại của Ẩm Băng Thất), v.v...[16]

## Nhận xét
- Học giả Nguyễn Hiến Lê:

Lương Khải Siêu là một văn nhân đa tài và đầy nhiệt huyết...Ông tuyệt thông minh, hồi nhỏ theo cử nghiệp, đậu cử nhân rất sớm. Khi nghe nói có Khang Hữu Vi giảng về thực học (lối học thực dụng, trái lại lối học từ chương), cậu cử Lương ghé lại thăm, bị Khang đập cho một vố nặng, chê cái học khoa cử là hủ bại, làm nước yếu dân hèn. Đáng khen cho Lương là chẳng những Lương không bất bình mà còn hốt nhiên tỉnh ngộ, thờ Khang làm thầy, rồi cùng với Khang khảo cứu về văn hóa, chính trị Âu Tây...Nhiều nhà ái quốc lớp cổ của Việt Nam khảng khái bỏ khoa cử rồi vào hội Đông Kinh nghĩa thục cũng là noi gương của Lương vậy.
Ông chỉ vì "lo cái gốc của nước mấy lần lung lay, cái sức dân hao mòn vô ích" nên phải làm chính trị. Chỉ vì muốn "tân dân" để cứu nước, ông phải viết báo. Thấy cái học thuyết nào có ích lợi thì giới thiệu liền,...Công việc ông làm, trong trăm năm nay, không ai làm hơn ông, và chưa ai tranh cái uy hiệu "Trần Thiệp trong thế giới tư tưởng mới" của ông được.
Về văn, ông viết đủ loại, nhưng về khảo cứu thì chưa sâu...Nhìn chung, văn của ông bình dị, sáng sủa, khúc chiết, nhiều khi hoa mỹ, lôi cuốn độc giả rất mạnh vì tình cảm nồng nàn và thành thật. Ngô Đức Kế, Phan Bội Châu, Dương Bá Trạc ở Việt Nam đều chịu ảnh hưởng của ông rất nhiều.
- GS. Nguyễn Huệ Chi:

Là Chủ bút của nhiều tờ báo có tiếng, Lương Khải Siêu đã làm cho báo chí có một địa vị cao trong đời sống tinh thần của người dân ở Trung Quốc. Ông tự đảm nhận trọng trách khai thông dân trí, cải tạo tư tưởng cho quốc dân, bằng con đường văn hóa. Ông ra sức đề xướng tân học, truyền bá các ngành khoa học xã hội của phương Tây, chỉnh lý tư tưởng học thuật truyền thống và nghiên cứu lịch sử văn hóa Trung Quốc.
Với kiến thức uyên bác, ông trước tác đủ các lĩnh vực gồm triết học, sử học, khảo chứng học, Phật học, thơ ca, tản văn, hý khúc, tiểu thuyết, dịch thuật...Thể loại nào cũng có những thành tựu, nhưng với tản văn ông xứng đáng là một đại gia. Bằng giọng văn đầy tâm huyết, có sức khích lệ rất mạnh đối với người đọc, trong những năm đầu thế kỷ 20, chủ nghĩa "tân dân" của Lương Khải Siêu, thông qua bộ Ẩm Băng Thất văn tập, đã đến với nhiều nhà văn, nhà tư tưởng ở một số nước châu Á, trong đó có Phan Bội Châu, một nhà cách mạng Việt Nam.